# Clit, Arad
Clit este un sat în comuna Hășmaș din județul Arad, Crișana, România.